# Поцелуй дракона
«Поцелуй дракона» (англ. Kiss of the Dragon) — франко-американский боевик 2001 года режиссёра Криса Наона. 
В главных ролях — Джет Ли, Бриджит Фонда и Чеки Карио.

## Сюжет
Лю Сюцзянь (Джет Ли) — китайский полицейский из отдела по борьбе с наркотиками. Лю хорошо знает своё дело и всегда добивается того, чего хочет. 
Его управление посылает героя в Париж, чтобы тот помог французской полиции выйти на след китайского гангстера, который промышляет продажей героина. В управлении он встречает инспектора Ришара (Чеки Карио), который ненавидит Лю. 
Полиция устраивает облаву на гангстера и начинается жестокая перестрелка. Лю догоняет гангстера, но того убивает Ришар, тем самым подставляя Лю. Однако убийство заснято на плёнку, и француз решает убрать китайца.
Лю бежит в ресторан своего дяди, в качестве временного укрытия. Туда же приходит и проститутка-наркоманка Джессика (Бриджит Фонда). Она знакомится с Лю и рассказывает ему, что является свидетельницей убийства, поэтому на неё тоже открыта охота. Она решает помочь Лю во всём разобраться, и они становятся друзьями. От Джессики Лю узнаёт, что именно Ришар заставил её заниматься проституцией, и именно инспектор является главным криминальным авторитетом в городе.
Ришар пытается убрать свидетелей и посылает наёмников, но Лю одолевает их и скрывается вместе с Джессикой. Герои опрашивают сообщников инспектора, который связан с наркотиками. Ришар собирается похитить дочь Джессики, и Лю вместе с девушкой добираются до приюта. Там Лю в ожесточённой схватке расправляется с сообщниками француза «близнецами» (Сирил Рафаэлли и Дидье Азулай), но в итоге чуть не погибает Джессика и её дочку всё равно похищают. У неё происходит конфликт с Лю, после чего они ссорятся. Её ловят наёмники Ришара, и Лю приходится её спасать.
Герою удаётся спасти Джессику вместе с её дочкой, после чего решает убить Ришара. Лю вкалывает инспектору акупунктурную иглу в область шеи (удар «Поцелуй дракона»), и тот умирает в мучениях.

## В ролях
- Джет Ли — Лю Сюцзянь
- Бриджит Фонда — Джессика
- Чеки Карио — Ришар
- Джон Форджэм — Макс
- Сирил Рафаэлли — «маленький» близнец
- Дидье Азулай — «большой» близнец
- Берт Квук — «дядя» Тай
- Рик Янг — мистер Биг
- Макс Райан — сутенёр Лупо
- Пол Барретт — «пилот»